# Fredrikstad FK
Fredrikstad footballklubb je norský fotbalový klub z města Fredrikstad. Založen byl roku 1903. Patří k nejúspěšnějším norským klubům, devětkrát se stal mistrem země (1937-38, 1938–39, 1948–49, 1950–51, 1951–52, 1953–54, 1956–57, 1959–60, 1960–61) a jedenáctkrát vybojoval norský fotbalový pohár (1932, 1935, 1936, 1938, 1940, 1950, 1957, 1961, 1966, 1984, 2006).

## Výsledky v evropských pohárech

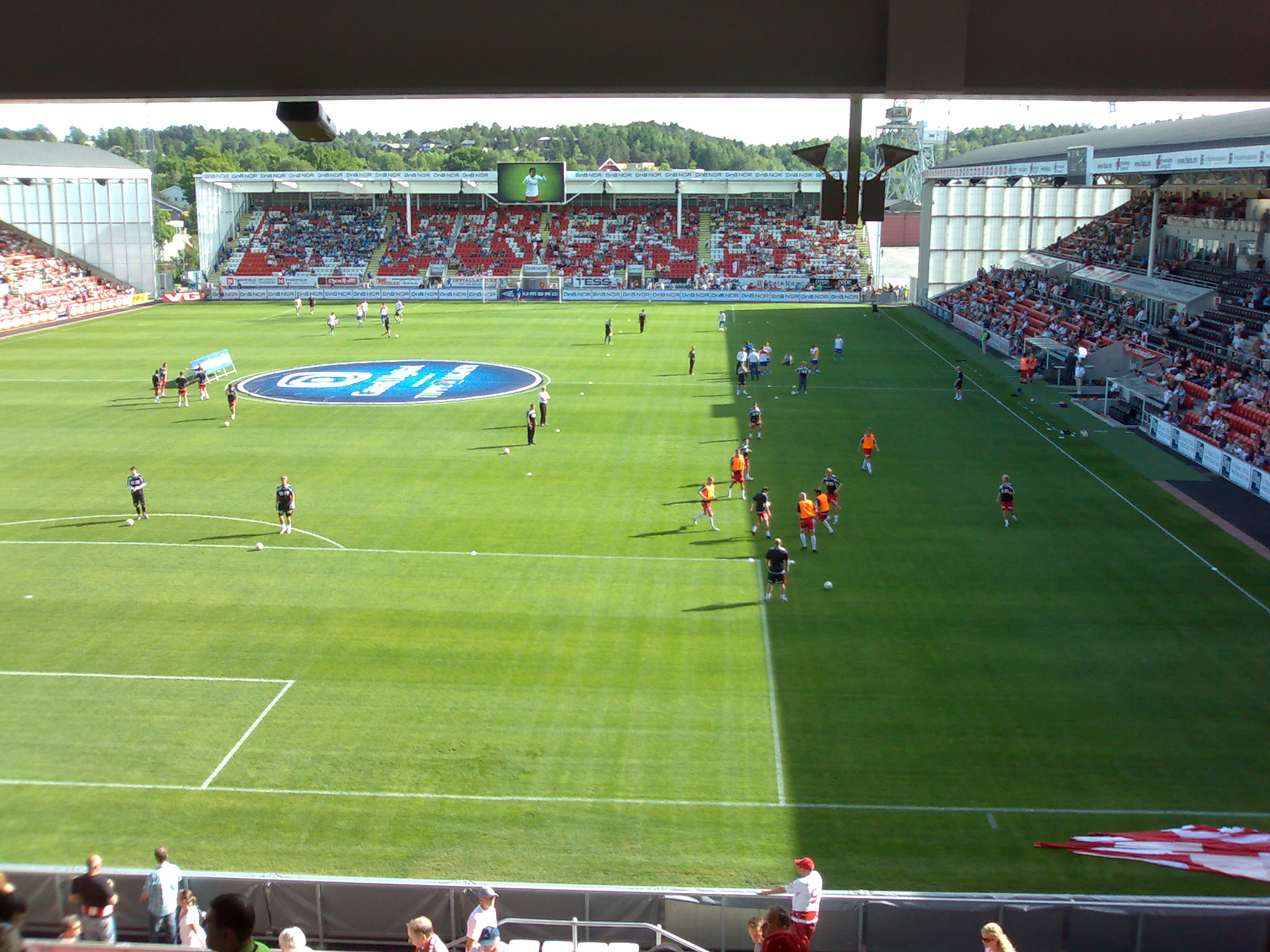
Fredrikstad stadium

| Sezóna  | Soutěž              | Kolo        |               | Soupeř          | Doma | Venku | Celkem |
| ------- | ------------------- | ----------- | ------------- | --------------- | ---- | ----- | ------ |
| 1960/61 | PMEZ                | Předkolo    | Nizozemsko    | Ajax Amsterdam  | 4-3  | 0-0   | 4-3    |
|         |                     | 1.          | Dánsko        | Aarhus GF       | 0-1  | 0-3   | 0-4    |
| 1961/62 | PMEZ                | Předkolo    | Belgie        | Standard Liège  | 0-2  | 1-2   | 1-4    |
| 1962/63 | PMEZ                | Předkolo    | Maďarsko      | Vasas Budapešť  | 1-4  | 0-7   | 1-11   |
| 1967/68 | Pohár vítězů pohárů | 1.          | Portugalsko   | Vitória Setúbal | 1-5  | 1-2   | 2-7    |
| 1972/73 | Pohár vítězů pohárů | 1.          | Jugoslávie    | Hajduk Split    | 0-1  | 0-1   | 0-2    |
| 1973/74 | Pohár UEFA          | 1.          | Sovětský svaz | Dynamo Kyjev    | 0-1  | 0-4   | 0-5    |
| 1985/86 | Pohár vítězů pohárů | 1.          | Wales         | Bangor City     | 1-1  | 0-0   | 1-1    |
| 2007/08 | Pohár UEFA          | 2. předkolo | Švédsko       | Hammarby        | 1-1  | 1-2   | 2-3    |
| 2009/10 | Evropská liga UEFA  | 3. předkolo | Polsko        | Lech Poznań     | 1-6  | 2-1   | 3-7    |